# لورنزو دي بونافينتورا
لورنزو دي بونافينتورا (بالإنجليزية: Lorenzo di Bonaventura) (ولد 1957) هو منتج أفلام إيطالي-أمريكي . و لقد أمضي فترة التسعنيات وهو يعمل كمنتج منفذ في شركة وارنر برذرز و قد ترقي في نهاية المطاف ليصبح رئيس قسم الإنتاج في جميع أنحاء العالم . و قد قام أثناء عمله في شركة وارنر برذرز بأكتشاف ورعاية The Matrix حتي نجح في الوصول به إلى مرحلة الأنتاج . و هو يمتلك شركة أنتاج خاصة به تدعي دي بونافينتورا وهي تعتمد على شركة أفلام باراماونت . و قد قام والده - الذي كان يعمل في أوركسترا سيمفونية - بأرساله ليتخرج من جامعة هارفارد .

## أنتاجه بعد أن تولي منصب الرئيس التنفيذي
| الفيلم                   | العام |
| ------------------------ | ----- |
| Derailed                 | 2005  |
| دوم (توضيح)              | 2005  |
| Four Brothers            | 2005  |
| قسطنطين الأول            | 2005  |
| Stardust                 | 2007  |
| Transformers             | 2007  |
| Shooter                  | 2007  |
| 1408                     | 2007  |
| المتحولون: ثأر الهاوي    | 2009  |
| جي. آي. جو: ظهور الكوبرا | 2009  |
| Imagine That             | 2009  |

## وصلات خارجية
- لورنزو دي بونافينتورا على موقع IMDb (الإنجليزية)
- لورنزو دي بونافينتورا على موقع ميوزك برينز (الإنجليزية)
- لورنزو دي بونافينتورا على موقع بوكس أوفيس موجو (الإنجليزية)
- لورنزو دي بونافينتورا على موقع قاعدة بيانات الفيلم (الإنجليزية)

- صفحته على imdb
- Interview with Lorenzo di Bonaventura at Transformers At The Moon